# 1 Księga Samuela

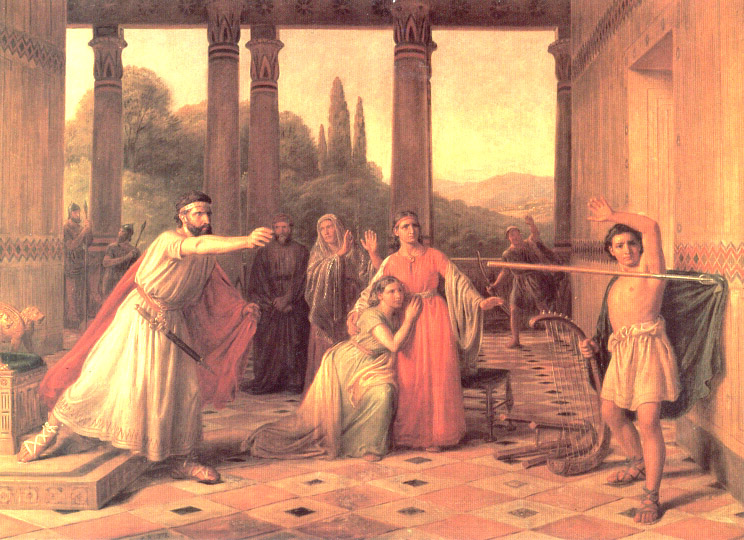
Włócznia króla Saula wymierzona przeciw Dawidowi (por. 1 Sm 18,11 oraz 19,10; 26,7-12) na obrazie autorstwa Constantina Hansena

Pierwsza Księga Samuela (hebr. ‏ספר שְׁמוּאֵל‎ Sefer Szmuel), w Septuagincie Pierwsza Księga Królewska – księga biblijna, której pierwsze 24 rozdziały zostały spisane przez sędziego Samuela. Autor jest główną postacią do dwunastego rozdziału, potem występuje jako Prorok. Rozdziały po 25. opisują wydarzenia po śmierci Samuela, zatem musiały mieć innego autora.
Samuel jako nazirejczyk został oddany na służbę Bożą, gdzie stał się szanowanym „Widzącym”. Po Helim stał się, jak się później okazało, ostatnim sędzią Izraelitów w Kanaanie.

## Budowa księgi
- Samuel jako ostatni sędzia Izraela
  - 1Sm 1 – 3 – zapowiedź narodzin, narodziny i dzieciństwo Samuela; modlitwa Anny, nikczemność synów Heliego, widzenie Samuela,
  - 1Sm 4 – 6 – wojna z Filistynami, odzyskanie Arki Przymierza
  - 1Sm 7 – Samuel jako ostatni sędzia Izraela
  - 1Sm 8 – 10 – początek monarchii i ustanowienie Saula królem zamiast Jahwe; ocena monarchii, króla, okoliczności wyboru i namaszczenia Saula
  - 1Sm 11 – 12 – początek rządów Saula, walka z Ammonitami i mowa pożegnalna Samuela

- Saul jako pierwszy król Izraela
  - 1Sm 13 – 14 – nowa wojna z Filistynami
  - 1Sm 15 – wojna z Amalekitami i odrzucenie Saula
  - 1Sm 16 – 31 – opowiadania o Saulu i Dawidzie, śmierć Saula i jego syna Jonatana, walka Dawida z Goliatem, ucieczka Dawida.

## Treść
Od rozdziału ósmego Samuel staje się postacią drugoplanową, a po dwunastym – poboczną. W ósmym rozdziale lud odrzuca Boga jako króla, domagając się od Samuela ustanowienia króla na wzór narodów sąsiednich. Prorok, przeciwny temu żądaniu, zasięgnął rady Boga. JHWH kazał mu ustanowić króla, zapowiedział jednak, że lud będzie narzekać na niego.
Aż do końca Księgi jej głównym bohaterem staje się król Saul. Drugą postacią pierwszoplanową w tej części księgi jest Dawid.
JHWH odrzucił Saula, gdy ten nie wykonał jego rozkazu. Saul pozostał jednak królem aż do śmierci. Na jego następcę Bóg wybrał Dawida.
W kolejnych rozdziałach Saul prześladuje Dawida, dowiedziawszy się, że ma on być następnym królem. Bóg za każdym razem ratuje Dawida przed gniewem Saula.
Po śmierci Samuela, Saul próbuje porozumieć się z nim za pośrednictwem kobiety-spirytystki z Endoru, która wywołuje duchy, choć było to zakazane przez Prawo. Księga kończy się opisem śmierci Saula i jego syna Jonatana.